# DNA vệ tinh

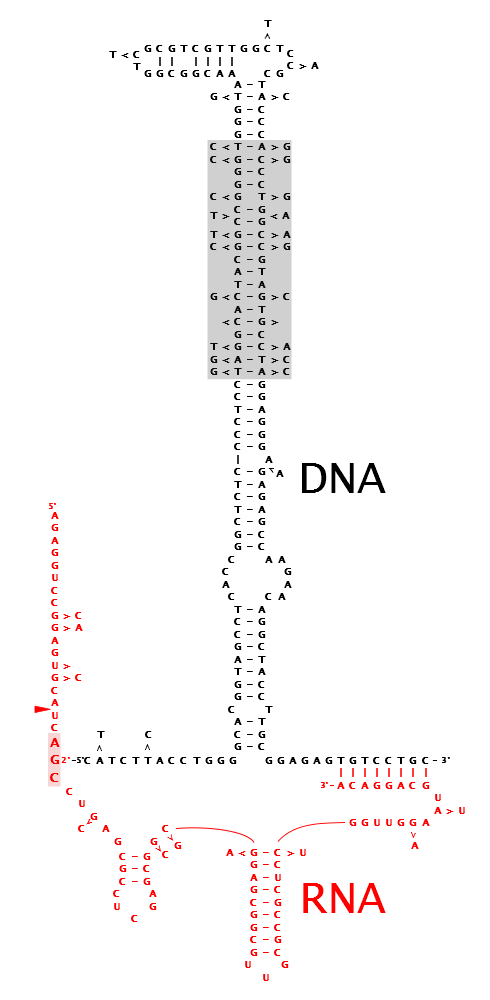
Hình ảnh của một "vệ tinh" đi kèm phân tử DNA.

DNA vệ tinh là một đoạn của phân tử DNA của sinh vật nhân thực, gồm các trình tự nuclêôtit không có chức năng mã hoá prôtêin, được lặp đi lặp lại nhiều lần, thường định vị ở tâm động, ở đầu mút nhiễm sắc thể và là thành phần cấu trúc chính của chất dị nhiễm sắc. Đây là thuật ngữ trong sinh học phân tử, dịch từ tiếng Anh là satellite DNA.

## Tổng quan
- Từ "vệ tinh" (tiếng Anh: satellite) phản ánh đoạn DNA này trong thực tế thường cuộn lại, tạo nên thành phần luôn đi kèm phân tử DNA chính, tương tự như vệ tinh của vật thể "mẹ" (xem hình mô tả bên).
- Đoạn DNA này gồm trình tự ngắn các nuclêôtit, nhưng lặp lại rất nhiều lần, trong đó tỷ lệ A + T (adenine và thymine) cũng như tỷ lệ G + X (guanine và cytosine) khác hẳn so với phần lớn DNA bộ gen mã hoá.[6]
- Về cấu trúc, mỗi trình tự nuclêôtit lặp lại được gọi là một môtip, trong một vệ tinh có thể gồm hàng trăm hoặc hàng ngàn môtip như vậy.
- Các gen mã hóa của những cá thể cùng loài thì thường rất giống nhau về trình tự nuclêôtit, nhưng các gen không mã hóa và nhất là các đoạn nuclêôtit trong ADN vệ tinh thì lại rất khác nhau, đặc trưng cho cá thể và chủng tộc. Vì lý do này mà ADN vệ tinh dùng để nhận dạng cá thể cũng như xác định quan hệ huyết thống.[7]

## Chiều dài
Chiều dài của một "vệ tinh" thay đổi tùy loài, nhưng nói chung là kiểu lặp lại có thể chỉ dài 1 bp (1 cặp bazơ lặp lại nhiều lần) hoặc dài đến vài nghìn bp.  Hầu hết DNA vệ tinh được định vị ở telomer hoặc ở tâm động của nhiễm sắc thể. Trình tự nucleotide của các mỗi lần lặp lại được bảo tồn khá tốt trong các loài, nhờ đó có thể giúp xác định quan hệ họ hàng giữa chúng.

## Các loại DNA vệ tinh ở người
DNA vệ tinh cùng với Minisatellite và Microsatellite DNA, tạo nên các Lặp lại Tandem.
Các họ DNA vệ tinh chính ở người được gọi là:
| Họ vệ tinh      | Kích thước của đơn vị lặp lại (bp) | Vị trí trong nhiễm sắc thể của con người                                       |
| --------------- | ---------------------------------- | ------------------------------------------------------------------------------ |
| α (alphoid DNA) | 170                                | Tất cả các nhiễm sắc thể                                                       |
| β               | 68                                 | Tâm động của các nhiễm sắc thể 1, 9, 13, 14, 15, 21, 22 và Y                   |
| Satellite 1     | 25-48                              | Tâm động và các vùng khác trong dị nhiễm sắc thể của hầu hết các nhiễm sắc thể |
| Satellite 2     | 5                                  | Hầu hết các nhiễm sắc thể                                                      |
| Satellite 3     | 5                                  | Hầu hết các nhiễm sắc thể                                                      |

## Sử dụng
Các DNA mã hóa của tất cả các cá thể cùng loài thường hoàn toàn như nhau (trừ trường hợp đột biến). Chẳng hạn:  gen mã hóa insulin ở người này là y hệt như người khác về kích thước (số bp), trình tự các nucleotit, trừ người bị tiểu đường vì gen này bất hoạt. Do đó, các gen mã hóa hoàn toàn vô nghĩa khi nó được sử dụng trong việc phân biệt người này với người khác. Ngược lại, DNA vệ tinh vô nghĩa trong việc mã hóa, nhưng lại đặc trưng cho mỗi cá thể, tạo ra tính đa hình ở minisatellite, microsatellite, ... Vì thế , các DNA vệ tinh của người này không hoàn toàn giống như của người khác. Nhờ đó, sự phân tích các lần lặp lại cực nhỏ của chúng sẽ cho kết quả chính xác để lấy "vân tay DNA", giúp nhận dạng người, truy tìm tội phạm, xác định họ hàng trong tranh chấp pháp lý và cấy ghép nội tạng, v.v.